# Maggie Wagner
Pour les articles homonymes, voir Wagner.
Maggie Wagner est une actrice américaine née le 28 janvier 1966 à New York (État de New York, États-Unis).

## Filmographie

### Cinéma
- 1985 : Tutti Frutti (Heaven Help Us) : Catholic School Girl
- 1986 : Bad Girls' Dormitory : The New Girl
- 1987 : Anna : Actress D
- 1988 : The Big Giver : Mimsy Cellini
- 1988 : Working Girl : Tess's Birthday Party Friend
- 1989 : High Stakes : Woman in Bar
- 1989 : Brouilles et Embrouilles (Religion, Inc.) : Sam
- 1989 : Crack : Putain de drogue (White Hot) : Tina
- 1989 : Crimes et délits (Crimes and Misdemeanors) : Bridesmaid
- 1991 : For the Boys de Mark Rydell : Stan's Assistant, Awards T.V. Show
- 1992 : Primary Motive : Betty Sullivan
- 1995 : Guns and Lipstick : Hooker
- 1996 : Un beau jour (One Fine Day) : Daily News Reporter
- 1997 : The Deli : Gina
- 1998 : O.K. Garage : Waitress
- 1999 : Zoo : Poodlewoman
- 1999 : Starry Night : Reporter Maggie Steele
- 1999 : When : Skye
- 1999 : Penance : Confession Girl
- 2000 : Angela : Receptionist
- 2000 : Blue Moon : Angela
- 2002 : And She Was : Waitress
- 2004 : Cupidity : Mrs. Cupid
- 2004 : The Talent Given Us : Maggie
- 2005 : A-List : Publicity Assistant
- 2005 : Coffee Date : Trudy
- 2005 : Going Shopping : Shopper
- 2006 : Outta Sync : Rocker Hot Tub Bimbo

### Télévision
- 1994 : Nuits de Chine (Don't Drink the Water) : Emir's wife
- 2001 : Il était une fois James Dean (James Dean) : Mann's Assistant
- 2009 : Tim la malice (Lost in the Woods) : Melissa Rogers